# 小川敦也
小川 敦也（おがわ あつや、2002年6月24日 - ）は、日本の男子バスケットボール選手である。B.LEAGUEの宇都宮ブレックス所属。ポジションはポイントガード。

## 来歴
新潟県出身。
中学時代から大型ガードとして注目を集め、洛南高校を経て筑波大へ進学。
2022年12月24日、B.LEAGUEの宇都宮ブレックスに特別指定選手として登録される。背番号は7。2月6日のアオーレ長岡での新潟アルビレックスBB戦での第1位Q終了直前にB.LEAGUEデビューを果たし、18分30秒プレーし8得点4アシストを記録。
また、2023年ワールドカップアジア地区2次予選の日本代表候補にも選ばれている。

## 日本代表歴
- 2021年U19ワールドカップ
- 2023年FISUワールドユニバーシティゲームズ

## 受賞歴
- 第61回関東大学新人戦優秀選手賞
- 第75回全日本大学バスケットボール選手権大会 優秀選手賞、アシスト王、MIP